# 290 (število)

## V matematiki
- sestavljeno število.
- nezadostno število.
- nedotakljivo število, saj ne obstaja nobeno takšno celo število x, da bi bila vsota njegovih pravih deliteljev enaka 290.